# Sietas Typ 18
Der Typ 18 ist ein kleiner Küstenmotorschiffstyp der Sietas-Werft in Hamburg-Neuenfelde, von dem im Jahr 1960 mit der Freiheit und der Buxtehude zwei Einheiten entstanden sind.

## Geschichte

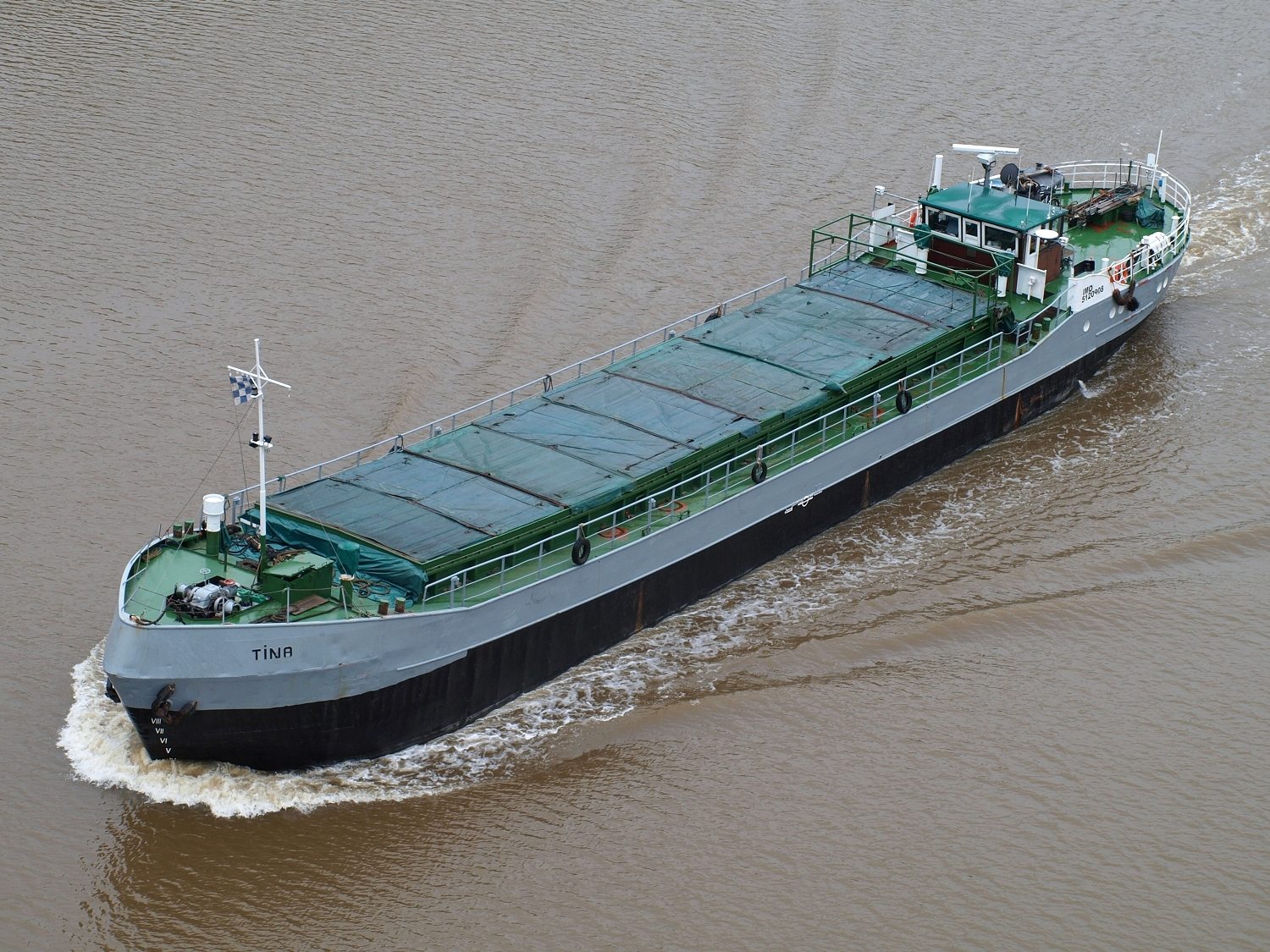
Die mehrfach umgebaute Tina (ehemals Freiheit) im Jahr 2011

Das erste Typ-18-Schiff lief am 25. Juni 1960 mit dem Namen Freiheit vom Stapel. Auftraggeber war der Kapitänsreeder Walter Kloppenburg aus Brake, der die Freiheit am 6. August 1960 von der Sietas-Werft erhielt und sie im Mai 1969 durch einen Umbau verlängern ließ. Im Jahr 1971 erwarb Heiko Lahme aus Nordenham das Schiff, der Heimathafen blieb Brake. Unter dem neuen Eigner kam die Freiheit zeitweise auch als Kabelleger für die Norddeutschen Seekabelwerke zum Einsatz. Im Jahr 1978 ging das Schiff an Onno Jacobs aus Brake, der es in Timo umbenannte. Im April 1982 wurde das Kümo erneut umgebaut und dabei erhöht sowie nochmals verlängert. Im selben Jahr wurde Anna Jacobs als Eignerin eingetragen. Am 13. April 1994 kaufte Karl Heinz Kruse das Schiff, der es in Tina umbenannte und mit Heimathafen Neermoor registrieren ließ. Die Tina kam in der Folgezeit als flussgängiges Seeschiff auch auf Binnengewässern zum Einsatz. Am 18. Februar 2011 strandete sie im Watt südlich von Juist, konnte aber drei Tage später mit Hilfe des Inselversorgers Frisia VIII frei geschleppt werden. Das niederländische Unternehmen Swallow Shipping in Harlingen, das auf den Handel mit gebrauchten Schiffen spezialisiert war, erwarb die Tina im Jahr 2013 und verkaufte sie im Juli 2015 an einen Reeder aus Togo, der das Kümo in Mery umbenannte und nach Westafrika überführte.
Das Schwesterschiff war von den Buxtehuder Reedern Heinrich und Otto Somfleth bestellt worden und lief am 20. August 1960 mit dem Taufnamen Buxtehude vom Stapel. Die Ablieferung von der Werft erfolgte am 28. September 1960 mit Heimathafen Hamburg. Im Jahr 1966 wurde Heinrich Somfleth zum Alleineigner. Er ließ das Schiff im September 1967 in Emden verlängern und das Ladegeschirr entfernen. Ab dem 10. März 1970 war die Buxtehude für längere Zeit aufgelegt. Nach dem Tod von Heinrich Somfleth ging sie zum Jahresbeginn 1971 in den Besitz seiner Tochter Gertraud Dexlmayer über. Sie verkaufte das Schiff im Juli 1972 an den italienischen Reeder Abdon d’Adda, der es in Torreglia umbenannte und mit Heimathafen Monfalcone registrieren ließ. Ab 1975 fuhr das Kümo mit Namen Arzilla zunächst weiterhin mit Heimathafen Monfalcone, ab 1976 mit Heimathafen Rom und ab Ende 1981 mit Heimathafen Palermo für verschiedene italienische Reedereien. Die in Palermo ansässige Reederei Piraino Navigazione übernahm das Schiff im Jahr 1984, benannte es in Queenie um und ließ es im selben Jahr zur Passagierfähre umbauen. Durch einen weiteren Eignerwechsel wurde Catania ab 1992 zum Heimathafen. Am 17. August 2012 erfolgte die Löschung aus dem Schiffsregister.

## Technik
Der Typ 18 ist ein Singledecker mit einer ursprünglichen Gesamtlänge von 38,61 m (35,00 m Lpp, 36,21 m registrierte Länge), einer Breite von 7,27 m und einer Höhe von 2,70 m. Die Rümpfe wurden in Sektionsbauweise gefertigt. Bei Ablieferung waren die Schiffe mit 198 BRT, einer Tragfähigkeit von 320 dwt und einem maximalen Tiefgang von 2,40 m vermessen worden. Sie verfügten über einen kastenförmigen Laderaum mit einem Rauminhalt von 438 m³ (402 m³ Ballenraum). Der Laderaum besaß einen durchgehenden Doppelboden mit ebener Tankdecke. Die Luke war 17 m lang und 4,90 m breit. Es wurden einfache Lukendeckel aus Holz mit seefester Abdeckung aus Persenning verwendet. Ursprünglich besaßen die Schiffe zwei Ladebäume mit je zwei Tonnen Tragkraft. Als Antrieb wurde ein 198 PS leistender Sechszylinder-Viertakt-Dieselmotor des Herstellers Klöckner-Humboldt-Deutz (KHD) verbaut, der auf einen Festpropeller wirkt. Die Höchstgeschwindigkeit beträgt 8,5 Knoten. Aus dem Typ 18 ging der etwas größere Typ 35 hervor.
Die Freiheit wurde im Mai 1969 auf 38,99 m verlängert (registrierte Länge) und danach mit 212 BRT und 320 dwt vermessen. Im April 1982 verlängerte man das Schiff nochmals und erhöhte es zudem auch. Nach dem Umbau hatte es eine Gesamtlänge von 47,15 m (41,61 m Lpp, 43,80 m registrierte Länge) und eine Höhe von 3,70 m. Es wurde mit 328 BRZ und 518 tdw vermessen. Der Getreide-Rauminhalt des umgebauten Schiffs beträgt 781 m³.
Die Buxtehude wurde im September 1967 auf 43,21 m verlängert (registrierte Länge) und anschließend mit 248 BRT, 163 NRT und 380 dwt erfasst. Im November 1993 erfolgte eine Neuvermessung des 1984 zur Fähre umgebauten Schiffs mit 487 BRZ und 380 tdw.

## Die Schiffe
| Sietas Typ 18 | Sietas Typ 18 | Sietas Typ 18 | Sietas Typ 18          | Sietas Typ 18                          | Sietas Typ 18 |
| Bauname       | Bau- nummer   | IMO- Nummer   | Stapellauf Ablieferung | Auftraggeber                           | Umbenennungen und Verbleib                                                                                       |
| ------------- | ------------- | ------------- | ---------------------- | -------------------------------------- | --- |
| Freiheit      | 465           | 5120908       | 25.06.1960 06.08.1960  | Walter Kloppenburg, Brake (Unterweser) | 1978 Timo → 1994 Tina → 2015 Mery, so 2024 in Fahrt                                                              |
| Buxtehude     | 466           | 5056066       | 20.08.1960 28.09.1960  | Heinrich und Otto Somfleth, Buxtehude  | 1972 Torreglia → 1975 Arzilla → 1984 Queenie, 1984 Umbau zur Fähre, am 17. August 2012 aus dem Register gelöscht |